# 16 сентября
16 сентября — 259-й день года (260-й в високосные годы) по григорианскому календарю.
До конца года остаётся 106 дней.
До 15 октября 1582 года — 16 сентября по юлианскому календарю, с 15 октября 1582 года — 16 сентября по григорианскому календарю.
В XX и XXI веках соответствует 3 сентября по юлианскому календарю.

## Праздники и памятные дни
См. также: Категория:Праздники 16 сентября

### Международные
- Международный день охраны озонового слоя.

### Национальные
- Сент-Китс и Невис — День героев[англ.].
- Малайзия — День малайзийской федерации, 1963.
- Мексика — День Независимости.
- Папуа — Новая Гвинея — День Независимости (1975, от Австралии).

### Религиозные
Православие
- Память священномучеников Анфима, епископа Никомидийского, и с ним Феофила, диакона, мучеников Дорофея, Мардония, Мигдония, Петра, Индиса, Горгония, Зинона, мученицы Домны девы и мученика Евфимия (302);
- память преподобного Феоктиста Палестинского, спостника Евфимия Великого (467);
- память блаженного Иоанна Власатого, Ростовского чудотворца (1580);
- память святой Фивы Кенхрейской (Коринфской), диаконисы (I в.)[4];
- память мученицы Василиссы Никомидийской (309);
- память священномученика Аристиона, епископа Александрийского;
- память святителя Иоанникия II, патриарха Сербского (1354);
- память священномучеников Пимена (Белоликова), епископа Верненского, Сергия Феноменова, Василия Колмыкова, Филиппа Шацкого, Владимира Дмитриевского, пресвитеров, преподобномученика Мелетия (Голоколосова), иеромонаха (1918);
- память священномучеников Василия Красивского, Парфения Красивского, пресвитеров (1919);
- память священномучеников Андрея Дальникова, Феофана Соколова, пресвитеров (1920);
- память священномучеников Владимира Садовского, Михаила Сушкова, пресвитеров (1921);
- память священномученика Николая Сущёвского, пресвитера (1923);
- память священномученика Евфимия Круговых, пресвитера, и с ним 4-х мучеников (1924);
- память священномученика Романа Марченко, пресвитера (1929);
- память священномучеников Алексия Зиновьева, Илии Бажанова, пресвитеров (1937);
- перенесение мощей благоверных князя Петра (в иночестве Давида) и княгини Февронии (в иночестве Евфросинии), Муромских чудотворцев (1992) (переходящее празднование в 2018 г.);
- Собор Саратовских святых (переходящее празднование в 2018 г.);
- Собор новомучеников и исповедников Казахстанских и Алма-Атинских (переходящее празднование в 2018 г.);
- празднование в честь Писидийской иконы Божией Матери (VI в.).

## События
См. также: Категория:События 16 сентября

### До XIX века
- В современную астрономическую эпоху в этот день Солнце входит в созвездие Девы.
- 1492 — во время первой экспедиции Колумба открыто Саргассово море.
- 1620 — английские переселенцы, как они сами себя называли, «пилигримы» отплыли на корабле «Мейфлауэр» из Плимута, Англия в «Новый Свет»
- 1658 — гетман Войска Запорожского Иван Выговский заключил с Речью Посполитой Гадячский трактат о вхождении казаков в польское подданство.
- 1773 — в Новую Шотландию (Канада) прибыл корабль «Гектор» с шотландскими поселенцами на борту, после чего началась волна эмиграции из Шотландии в Канаду.
- 1776 — англичане вынуждены отступить в ходе сражения при Гарлем-хайтс.

### XIX век
- 1810 — Мексика провозгласила независимость от Испании и начала освободительную войну.
- 1821 — Российская империя подтвердила свои исключительные права на Аляску.
- 1828 — участники русской экспедиции в Бразилии под руководством академика Григория Лангсдорфа прибыли в город Белен (штат Пара), откуда весной следующего года сумели морем добраться до Рио-де-Жанейро. Лангсдорф был русским консулом в Рио-де-Жанейро, в 1821 году он организовал большую экспедицию во внутренние районы Бразилии. Последний маршрут оказался самым трудным и драматичным: почти все участники тяжело заболели, некоторые погибли. Сам академик вернулся в Европу совершенно больным и неспособным к работе ввиду психического расстройства. Огромный материал, собранный во время путешествия, долгие годы считался утерянным, почти 100 лет об экспедиции не вспоминали, и лишь к середине прошлого века было воздано должное её участникам.
- 1857 — Джейн Пирпонт (Jane Pierpont) из Бостона получила авторские права на песню «One Horse Open Sleigh», более известную как «Jingle Bells». Эта рождественская песенка была написана для представления в воскресной школе, и ныне без неё не обходится ни один рождественский праздник.
- 1859 — английский исследователь Давид Ливингстон открыл озеро Ньяса (Африка).
- 1889 — в Вашингтоне открылась первая панамериканская конференция.

### XX век
- 1908 — Уильямом Дюрантом учреждена компания «General Motors».
- 1914 — Государственной Думой Российской Империи был принят закон о запрете продажи водки на время войны.
- 1915 — закончилась русская полярная экспедиция Бориса Вилькицкого, открывшая архипелаг Северная Земля.
- 1916 — в Онтарио (Канада) введён сухой закон.
- 1918 — учреждён Орден Красного Знамени.
- 1931 — основан Государственный Академический Центральный театр кукол им. С. В. Образцова.
- 1932 — японцы в отместку за нападение повстанцев на свой гарнизон уничтожили деревню Пиндиншан с 3200 местных жителей.
- 1943 — освобождение города Лозовая (Украина) и города Ярцево от немецко-фашистских захватчиков.
- 1959
  - Президент Франции Шарль де Голль предложил населению Алжира провести референдум о независимости от Франции.
  - В США представлен публике первый коммерческий копировальный аппарат Xerox 914.
- 1963 — образовано государство Малайзия (из Малайи, Сингапура, Британского Северного Борнео и Саравака).
- 1964 — катастрофа Ан-8 в Гостомеле (Киев). Погибли 7 человек.
- 1965 — в СССР внесены поправки в Уголовный кодекс, облегчающие преследования диссидентов.
- 1966 — в Нью-Йорке оперой «Антоний и Клеопатра» открылось новое здание «Метрополитен Опера».
- 1970 — в опросе музыкального журнала «New Musical Express» титул лучшей группы года достался «Led Zeppelin». Они же победили и в опросе читателей газеты «Melody Maker». До этого дня семь лет подряд лучшим коллективом Великобритании неизменно называли распавшуюся к этому моменту «The Beatles».
- 1971 — катастрофа Ту-134 под Киевом. Погибли 49 человек.
- 1975
  - Папуа — Новая Гвинея объявила независимость от Австралии.
  - Кабо-Верде, Мозамбик и Сан-Томе и Принсипи стали членами ООН.
- 1976
  - «Ночь карандашей» — серия похищений левых студентов, организованная аргентинской хунтой.
  - Шаварш Карапетян спас с 10-метровой глубины 20 человек, когда переполненный троллейбус упал с моста в Ереванское водохранилище.
- 1978 — Табасское землетрясение, одно из крупнейших землетрясений в истории современного Ирана.
- 1979 — 8 человек сбежали из ГДР в ФРГ, используя монгольфьер.
- 1982 — резня в лагерях палестинских беженцев Сабра и Шатила в Бейруте, во время которой за 2 дня от рук ливанских христиан-фалангистов погибли, по разным сведениям, от 700 до 3500 ливанцев и палестинских беженцев.
- 1983 — актёр Арнольд Шварценеггер получил американское гражданство.
- 1987 — подписан Монреальский протокол о защите озонового слоя Земли. В 1994 году ООН провозгласила 16 сентября как Международный день охраны озонового слоя.
- 1991 — Первая программа ЦТ сменила название «Первый канал ЦТ», а РТВ на РТР.
- 1992 — Чёрная среда для британской валюты.
- 1993 — начало боёв за Сухуми в ходе войны в Абхазии.
- 1998 — выход мюзикла «Нотр-Дам де Пари».
- 1999
  - Террористический акт в Волгодонске (Ростовская область). Погибли 19 человек, более 200 были ранены.
  - В Минске пропал без вести (предположительно, убит) оппозиционный политик Виктор Гончар.

### XXI век
- 2007
  - Инцидент с «Блэкуотером» в Багдаде.
  - Катастрофа MD-82 в Пхукете, 90 погибших.
- 2013 — массовое убийство в Вашингтон-Нейви-Ярд, 13 погибших, включая нападавшего.

## Родились
См. также: Категория:Родившиеся 16 сентября

### До XIX века
- 1387 — Генрих V (ум. 1422), король Англии (1413—1422).
- 1462 — Пьетро Помпонацци (ум. 1525), итальянский философ («О бессмертии души» и др.).
- 1745 — Михаил Илларионович Кутузов (полная фамилия Голенищев-Кутузов; ум. 1813), русский полководец, генерал-фельдмаршал.
- 1747 — Наталья Загряжская (ум. 1837), фрейлина Екатерины II, один из прообразов пушкинской Пиковой дамы.
- 1777 — Натан Майер Ротшильд (ум. 1836), немецкий финансист, основатель Банкирского дома Ротшильда в Лондоне.
- 1782 — Император Даогуан (ум. 1850), 6-й Император Китая (1820—1850), 8-й маньчжурский император из династии Цин.

### XIX век
- 1838 — Джеймс Хилл (ум. 1916), канадский инженер, финансист, строитель Великой Северной железной дороги.
- 1844 — Поль Таффанель (ум. 1908), французский флейтист и дирижёр.
- 1853 — Альбрехт Коссель (ум. 1927), немецкий физиолог и биохимик, лауреат Нобелевской премии (1910).
- 1857 — Александр Южин (наст. фамилия Сумбатов; ум. 1927), русский советский актёр и драматург, директор Малого театра, народный артист Республики (1922), почётный академик.
- 1886 — Жан Арп (ум. 1966), немецкий и французский поэт, художник, график, скульптор.
- 1887
  - Луиза Бойд (ум. 1972), американская исследовательница и путешественница.
  - Надя Буланже (ум. 1979), французский дирижёр и педагог.
- 1888 — Франс Эмиль Силланпяя (ум. 1964), финский писатель («Праведная бедность», «Усопшая в юности» и др.), лауреат Нобелевской премии (1939).
- 1889 — Мерседес Йеллинек (ум. 1929), девочка, в честь которой был назван автомобиль «Мерседес».
- 1891 — Карл Дёниц (ум. 1980), немецкий военный и государственный деятель, гросс-адмирал, главнокомандующий ВМФ нацистской Германии (1943—1945), рейхспрезидент Германии (в 1945 г.).
- 1893
  - Александр Корда (наст. имя Шандор Ласло Келльнер; ум. 1956), английский кинорежиссёр и продюсер венгерского происхождения, создатель кинокомпании «Лондон филмз».
  - Альберт Сент-Дьёрди (ум. 1986), американский биохимик венгерского происхождения, лауреат Нобелевской премии по физиологии и медицине (1937), основоположник биоэнергетики.
- 1900 — Иван Масленников (ум. 1954), советский военный деятель, генерал армии, Герой Советского Союза.

### XX век
- 1904 — Пётр Масоха (ум. 1991), украинский советский актёр театра и кино.
- 1919 — Лоренс Питер (ум. 1990), канадский преподаватель, автор книги «Принцип Питера».
- 1923 — Ли Куан Ю (ум. 2015), первый премьер-министр Сингапура (1959—1990).
- 1924
  - Лорен Бэколл (наст. имя Бетти Джоан Перски; ум. 2014), американская актриса, обладательница почётных «Оскара», «Сезара» и др. наград.
  - Рауль Кутар (ум. 2016), французский кинооператор и режиссёр.
- 1925 — Би Би Кинг (наст. имя Райли Би Кинг; ум. 2015), американский гитарист, певец, автор песен, «король блюза».
- 1927
  - Ефим Левинсон (ум. 1990), советский артист эстрады, кукловод.
  - Питер Фальк (ум. 2011), американский киноактёр (сериал «Лейтенант Коломбо» и др.), продюсер, режиссёр, сценарист, лауреат премий «Золотой глобус» и «Эмми».
- 1936 — Михаил Кокшенов (ум. 2020), советский и российский актёр театра и кино, кинорежиссёр, народный артист России.
- 1937 — Александр Медведь (ум. 2024), советский белорусский спортсмен, борец вольного стиля, трёхкратный олимпийский чемпион (1964, 1968, 1972), многократный чемпион мира, Европы; заслуженный мастер спорта (1962).
- 1942 — Ангелина Вовк, диктор центрального телевидения СССР, телеведущая, народная артистка России.
- 1945 — Евгений Петросян, писатель-юморист, артист разговорного жанра и телеведущий, народный артист России.
- 1946 — Марк Горенштейн, советский и российский дирижёр, народный артист России.
- 1947 — Александр Руцкой, Герой Советского Союза, первый и последний вице-президент России.
- 1948 — Кенни Джонс, британский рок-музыкант, барабанщик, участник групп «Small Faces», «The Faces», «The Who».
- 1952
  - Любовь Воропаева, российская поэтесса, автор текстов песен, сценарист, продюсер.
  - Микки Рурк, американский киноактёр, лауреат премий «Золотой глобус» и BAFTA («Колония» и «Железный человек 2»).
- 1956 — Дэвид Копперфильд (наст. имя Дэвид Сет Коткин), американский фокусник-иллюзионист.
- 1958 — Дженнифер Тилли, американская актриса и сценаристка.
- 1961 — Андрей Илларионов, советский и российский экономист и политик, общественный деятель.
- 1963 — Ричард Маркс, американский поп- и рок-певец, автор песен, продюсер.
- 1964 — Молли Шеннон, американская актриса и комедиантка.
- 1965 — Карл-Хайнц Ридле, немецкий футболист, чемпион мира (1990).
- 1970 — Юрий Никифоров, советский, украинский и российский футболист и тренер.
- 1971 — Эми Полер, американская актриса, комедиантка, режиссёр, продюсер и сценаристка.
- 1973 — Александр Винокуров, казахстанский велогонщик, олимпийский чемпион (2012).
- 1975 — Галь Фридман, израильский яхтсмен-виндсёрфер, первый олимпийский чемпион в истории Израиля.
- 1978 — Михаэль Урман, немецкий прыгун с трамплина. Олимпийский чемпион (2002).
- 1979 — Ава Аддамс, американская порноактриса, модель Playboy.
- 1984 — Кэти Мелуа, британская и грузинская певица.
- 1985 — Мэйделин Зима, американская актриса.
- 1989 — Брэйден Холтби, канадский хоккейный вратарь, обладатель Кубка Стэнли (2018).
- 1992 — Ник Джонас, американский певец и актёр, участник группы Jonas Brothers.

## Скончались
См. также: Категория:Умершие 16 сентября

### До XIX века
- 304 — Евфимия Всехвальная, христианская великомученица.
- 1380 — Карл V Мудрый (р. 1338), король Франции (с 1364), из династии Валуа.
- 1498 — Томас Торквемада (р. 1420), первый великий инквизитор в Испании.
- 1701 — Яков II (р. 1633), король Англии, Шотландии и Ирландии (1685—1688).
- 1736 — Габриель Даниель Фаренгейт (р. 1686), немецкий физик, первым использовавший ртуть в термометре; изобретатель шкалы Фаренгейта.

### XIX век
- 1824 — Людовик XVIII (р. 1755), король Франции (1814—1815 и 1815—1824).
- 1847 — Грейс Агиляр (р. 1816), английская писательница, автор сентиментальных романов.
- 1855 — Сергей Уваров (р. 1786), русский антиковед и государственный деятель, известный как разработчик идеологии официальной народности, автор формулы «Православие, Самодержавие, Народность».
- 1863 — Альфред де Виньи (р. 1797), французский писатель («Моисей», «Потоп»).
- 1869 — Томас Грэм (р. 1805), шотландский химик, один из основателей коллоидной химии.
- 1895 — Михаил Авенариус (р. 1835), российский физик.

### XX век
- 1911
  - погиб Эдуар Ньюпор (р. 1875), французский лётчик и авиаконструктор.
  - Эдуард Уимпер (р. 1840), английский художник и путешественник, альпинист, исследователь.
- 1925
  - Лео Фалль (р. 1873), австрийский композитор, автор популярных оперетт.
  - Александр Фридман (р. 1888), русский математик и геофизик, создатель теории нестационарной Вселенной.
- 1932 — Рональд Росс (р. 1857), британский бактериолог, лауреат Нобелевской премии (1902).
- 1936 — Жан-Батист Шарко (р. 1867), французский полярный исследователь, безуспешно пытавшийся достичь Южного полюса.
- 1939 — Сергей Грицевец (р. 1909), лётчик-истребитель, дважды Герой Советского Союза.
- 1945 — Джон Маккормак (р. 1884), ирландский певец (тенор).
- 1946 — Джеймс Джинс (р. 1877), английский астроном, физик, автор космогонической теории.
- 1965 — Фред Куимби (р. 1886), американский продюсер анимационного кино, лауреат восьми премий «Оскар».
- 1970 — Рудольф Карнап (р. 1891), немецко-американский философ и логик, ведущий представитель логического позитивизма.
- 1977
  - Марк Болан (р. 1947), британский музыкант, вокалист группы «T.Rex».
  - Мария Каллас (р. 1923), американская оперная певица (сопрано).
- 1980 — Жан Пиаже (р. 1896), швейцарский психолог.
- 1982 — Юлий Реентович (р. 1914), скрипач, заслуженный артист РСФСР.
- 1990
  - Жуматай Жакыпбаев (р. 1945), казахский советский поэт.
  - Семён Куркоткин (р. 1917), маршал Советского Союза, Герой Советского Союза.
- 1991 — Ольга Спесивцева (р. 1895), русская прима-балерина.
- 1993 — Вера Орлова (р. 1918), актриса театра и кино, народная артистка РСФСР.
- 1998 — Александр Згуриди (р. 1904), кинорежиссёр научно-популярного кино, сценарист, телеведущий, народный артист СССР.

### XXI век
- 2006 — Вениамин Ефремов (р. 1926), советский и российский учёный, конструктор систем ПВО, академик РАН, Герой Социалистического Труда.
- 2007 — Роберт Джордан (р. 1948), американский писатель.
- 2008 — Андрей Волконский (р. 1933), русский композитор, клавесинист.
- 2016
  - Эдвард Олби (р. 1928), американский драматург.
  - Лев Цуцульковский (р. 1926), советский и российский режиссёр театра и телевидения, сценарист.
- 2019 — Луиджи Колани (р. 1928), немецкий промышленный дизайнер.
- 2020 — Максим Марцинкевич (р. 1984), российский общественный деятель, сооснователь международного общественного движения «Реструкт».
- 2023 — Николай Добронравов (р. 1928), советский и российский поэт-песенник.
- 2024
  - Юко Аракида (р. 1954), японская волейболистка, чемпионка летних Олимпийских игр (1976), чемпионка мира (1974), чемпионка Кубка мира (1977).
  - Роберт Дилль-Бунди (р. 1958), швейцарский трековый велогонщик, олимпийский чемпион 1980 года в индивидуальной гонке преследования на 4000 метров.
  - Иштван Юхас (р. 1945), венгерский футболист, полузащитник. Выступал за национальную сборную Венгрии, олимпийский чемпион (1968).

## Приметы
- Домна Доброродная.
- На Домну собирали вокруг дома всевозможную рухлядь, вроде старых лаптей, дабы с их помощью уберечься от сглаза.
- В этот же день всю собранную рухлядь и старую сломанную утварь сжигали вместе с картофельной ботвой — в старину считалось, что это принесёт на следующий год достаток[5].
- Василиса — со льнами торопися.